# Alexander Pawlowitsch Chawanow
Alexander Pawlowitsch Chawanow (russisch Александр Павлович Хаванов; * 30. Januar 1972 in Moskau, Russische SFSR) ist ein ehemaliger russischer Eishockeyspieler (Verteidiger).

## Karriere
Bereits zur Saison 1992/93 spielte Chawanow bei den Birmingham Bulls in der East Coast Hockey League. Über den SKA Sankt Petersburg sowie Sewerstal Tscherepowez und einigen Spielen in der finnischen SM-liiga bei HPK Hämeenlinna führte sein Weg zur Saison 1998/99 zum HK Dynamo Moskau.

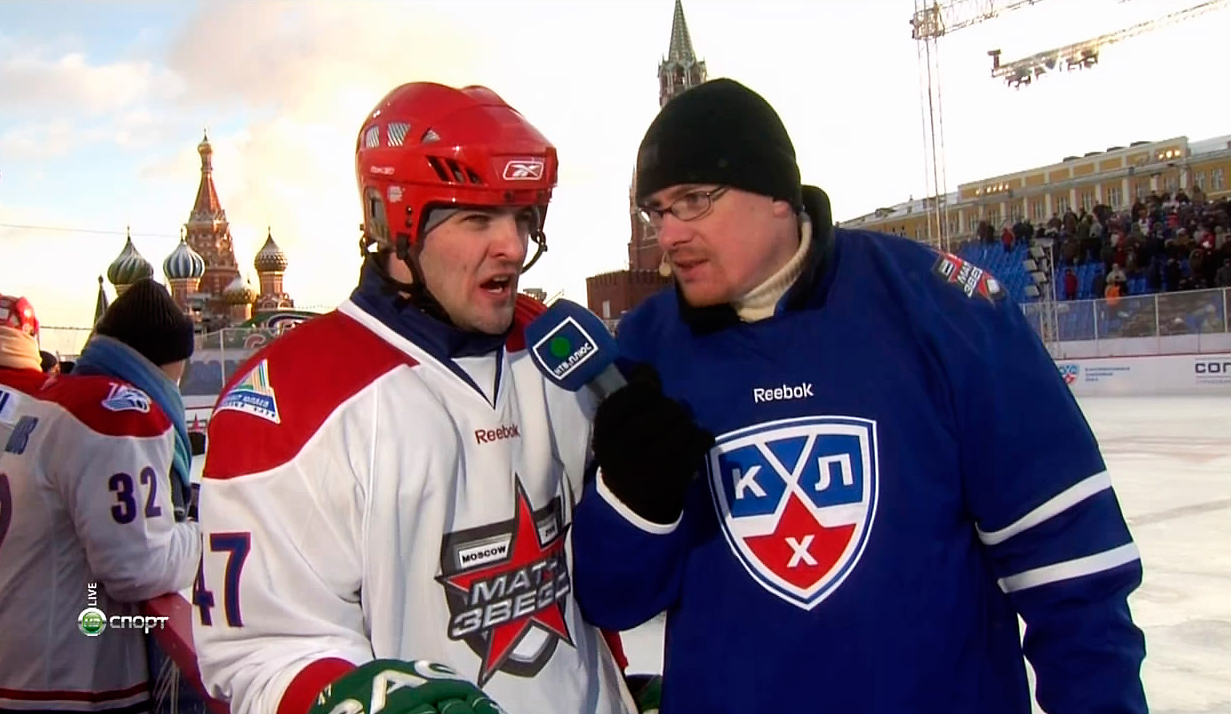
Alexander Chawanow (re.) interviewt Alexander Radulow, KHL All-Star Game 2009

1999 wurde er dann beim NHL Entry Draft in der achten Runde an 232. Stelle von den St. Louis Blues ausgewählt. Für diese spielte er insgesamt vier Spielzeiten in der National Hockey League. Die NHL-Lockout-Saison verbrachte er wieder bei SKA Sankt Petersburg. Nach einer weiteren Saison in der NHL bei den Toronto Maple Leafs wechselte er zur Saison 2006/07 wieder nach Europa und war ein Jahr lang beim HC Davos in der Nationalliga A tätig. Im Sommer 2007 beendete er seine Karriere im Alter von 35 Jahren.
Seit seinem Karriereende arbeitet er als TV-Kommentator und -Experte, Sportjournalist und Scout.

## Erfolge und Auszeichnungen
- 2000 Russischer Meister mit dem HK Dynamo Moskau
- 2006 Spengler-Cup-Gewinn mit dem HC Davos
- 2007 Schweizer Meister mit dem HC Davos

## Karrierestatistik

### International
Vertrat Russland bei:
- Weltmeisterschaft 1999
- Weltmeisterschaft 2000
- Weltmeisterschaft 2003
- World Cup of Hockey 2004

(Legende zur Spielerstatistik: Sp oder GP = absolvierte Spiele; T oder G = erzielte Tore; V oder A = erzielte Assists; Pkt oder Pts = erzielte Scorerpunkte; SM oder PIM = erhaltene Strafminuten; +/− = Plus/Minus-Bilanz; PP = erzielte Überzahltore; SH = erzielte Unterzahltore; GW = erzielte Siegtore; 1 Play-downs/Relegation; Kursiv: Statistik nicht vollständig)